# فرشته تاریکی (فیلم)
فرشته تاریکی (به انگلیسی: I Come in Peace) یک فیلم اکشن و علمی تخیلی آمریکایی محصول سال ۱۹۹۰ به کارگردانی کریگ آر بکسلی با بازی دولف لاندگرن، برایان بنبن، بتسی برانتلی و ماتیاس هیوز است. این فیلم در تاریخ ۲۸ سپتامبر ۱۹۹۰ در ایالات متحده منتشر شد. فیلم دربارهٔ یک پلیس قانون‌شکن است که درگیر تحقیقات قتل‌های اسرارآمیز مربوط به مواد مخدر در خیابان‌های هوستون، تگزاس می‌شود.